# Zeltnera nesomii
Zeltnera nesomii är en gentianaväxtart som beskrevs av Billie Lee Turner. Zeltnera nesomii ingår i släktet Zeltnera och familjen gentianaväxter. Inga underarter finns listade i Catalogue of Life.